# Cephalaria taurica
Cephalaria taurica är en tvåhjärtbladig växtart som beskrevs av Szabó. Cephalaria taurica ingår i släktet jätteväddar, och familjen Dipsacaceae. Inga underarter finns listade i Catalogue of Life.